# Claude Mantel
Pour les articles homonymes, voir Mantel.
Claude Mantel, né le 17 septembre 1916 à Aumerval et mort le 4 février 1994 à Marines, est un militaire, résistant et fonctionnaire français, Compagnon de la Libération. Mobilisé au début de la Seconde Guerre mondiale, il parvient, à l'issue de la bataille de France, à rejoindre l'Angleterre et se rallie à la France libre. Affecté à la Légion étrangère, il participe aux combats en Afrique du Nord et en Italie avant de prendre part à la libération de la France. Après la guerre, il entre au service du ministère des affaires étrangères et exerce de hautes fonctions à l'étranger, terminant sa carrière comme ambassadeur de France.

## Biographie

### Jeunesse et engagement
Fils de cultivateurs, Claude Mantel naît le 17 septembre 1916 à Aumerval, dans le Pas-de-Calais. Après son service militaire, effectué dans le Génie de 1935 à 1937, il effectue des études de droit.

### Seconde Guerre mondiale
Lors de la mobilisation de 1939, Claude Mantel est affecté comme sergent au bataillon du génie de la 1re division d'infanterie motorisée avec laquelle il participe à la bataille de France. Engagé dans la bataille de Dunkerque, il parvient à embarquer en direction de l'Angleterre et décide de s'engager dans les forces françaises libres le 1er juillet 1940. Envoyé à Brazzaville, au Congo français, il intègre le détachement de l'école des officiers de réserve et est promu aspirant en mai 1941.
Affecté à la 13e demi-brigade de Légion étrangère (13e DBLE) et promu sous-lieutenant, il commande une section lors de la guerre du Désert et participe notamment à la bataille de Bir Hakeim en mai et juin 1942 puis à la seconde bataille d'El Alamein en octobre suivant. Engagé dans la campagne de Tunisie, il est promu lieutenant. Il débarque ensuite au sud de Naples et participe à la campagne d'Italie au cours de laquelle il se distingue le 21 mai 1944. Subissant un violente contre-attaque de l'ennemi, il est blessé par balle mais continue le combat, ne se laissant évacuer que sur ordre de son commandant. En août 1944, il participe au débarquement de Provence puis, suivant la progression de la 1re armée dont fait partie la 13e DBLE, il combat lors de la bataille des Vosges et s'illustre à nouveau en prenant d'assaut une position ennemie sur le sommet du Kohwald, au-dessus de Bitschwiller-lès-Thann. Plus tard, lors de la bataille d'Alsace, il se distingue à nouveau le 24 janvier 1945 en s'emparant du moulin du Ried à Illhaeusern, faisant à cette occasion 31 prisonniers allemands. Il termine la guerre avec le grade de capitaine.

### Après-Guerre
À l'issue du conflit, Claude Mantel se met au service du ministère des affaires étrangères et travaille comme directeur de cabinet du secrétaire général de la délégation générale de France au Levant jusqu'en 1948. Il est ensuite admis dans le corps des secrétaires des affaires étrangères et exerce à l'administration centrale d'Afrique et du Levant. Toujours officier de réserve, il suit les cours de l'école supérieure de guerre à titre civil de 1949 à 1950 puis part pour l'Irak où il exerce comme 1er secrétaire des affaires étrangère à Bagdad. Après un bref retour à l'administration centrale à Paris, il part pour la Turquie où il est 2e secrétaire des affaires étrangères à Ankara de juillet 1957 à janvier 1960. Muté au Togo, il est 1er conseiller aux affaires étrangères à Lomé de 1960 à 1962 puis retrouve la métropole pour exercer les fonctions de sous-directeur du service du protocole de l'Élysée. 1er conseiller des affaires étrangères à Khartoum au Soudan de 1964 à 1967, il retrouve Ankara en 1968, toujours comme 1er conseiller. Par la suite, il devient Ambassadeur de France en Somalie de 1976 à 1981.
Claude Mantel meurt le 4 février 1994 à Marines, dans le Val-d'Oise, où il est inhumé.

## Décorations
|  |  |  |
|  |  |  |

| Commandeur de la Légion d'honneur        | Commandeur de la Légion d'honneur        | Commandeur de la Légion d'honneur        | Compagnon de la Libération Par décret du 7 mars 1945 | Compagnon de la Libération Par décret du 7 mars 1945 | Compagnon de la Libération Par décret du 7 mars 1945 | Commandeur de l'Ordre national du Mérite Avec une palme | Commandeur de l'Ordre national du Mérite Avec une palme | Commandeur de l'Ordre national du Mérite Avec une palme |
| Croix de guerre 1939-1945 Avec une palme | Croix de guerre 1939-1945 Avec une palme | Croix de guerre 1939-1945 Avec une palme | Médaille coloniale                                   | Médaille coloniale                                   | Médaille coloniale                                   | Médaille commémorative de Syrie-Cilicie                 | Médaille commémorative de Syrie-Cilicie                 | Médaille commémorative de Syrie-Cilicie                 |

## Hommages
- À Marines, son nom a été donné à une rue de la commune[4].
- La 2e promotion de l'année 1997 de l'École militaire des aspirants de Coëtquidan a été baptisée en son honneur[5].